# Boismont (Meurthe-et-Moselle)
Boismont ist eine französische Gemeinde mit 414 Einwohnern (Stand 1. Januar 2022) im Département Meurthe-et-Moselle in der Region Grand Est (vor 2016 Lothringen). Sie gehört zum Arrondissement Val-de-Briey und ist Mitglied im Gemeindeverband Communauté de communes Terre Lorraine du Longuyonnais.

## Geographie
Boismont liegt etwa 29 Kilometer westnordwestlich von Thionville und 15 Kilometer südlich von Longwy nahe dem Grenzgebiet zu Belgien und Luxemburg. Umgeben wird Boismont von den Nachbargemeinden Baslieux im Norden, Bazailles im Osten, Mercy-le-Bas im Südosten und Süden, Han-devant-Pierrepont im Süden und Südwesten sowie Pierrepont im Westen.

## Bevölkerungsentwicklung

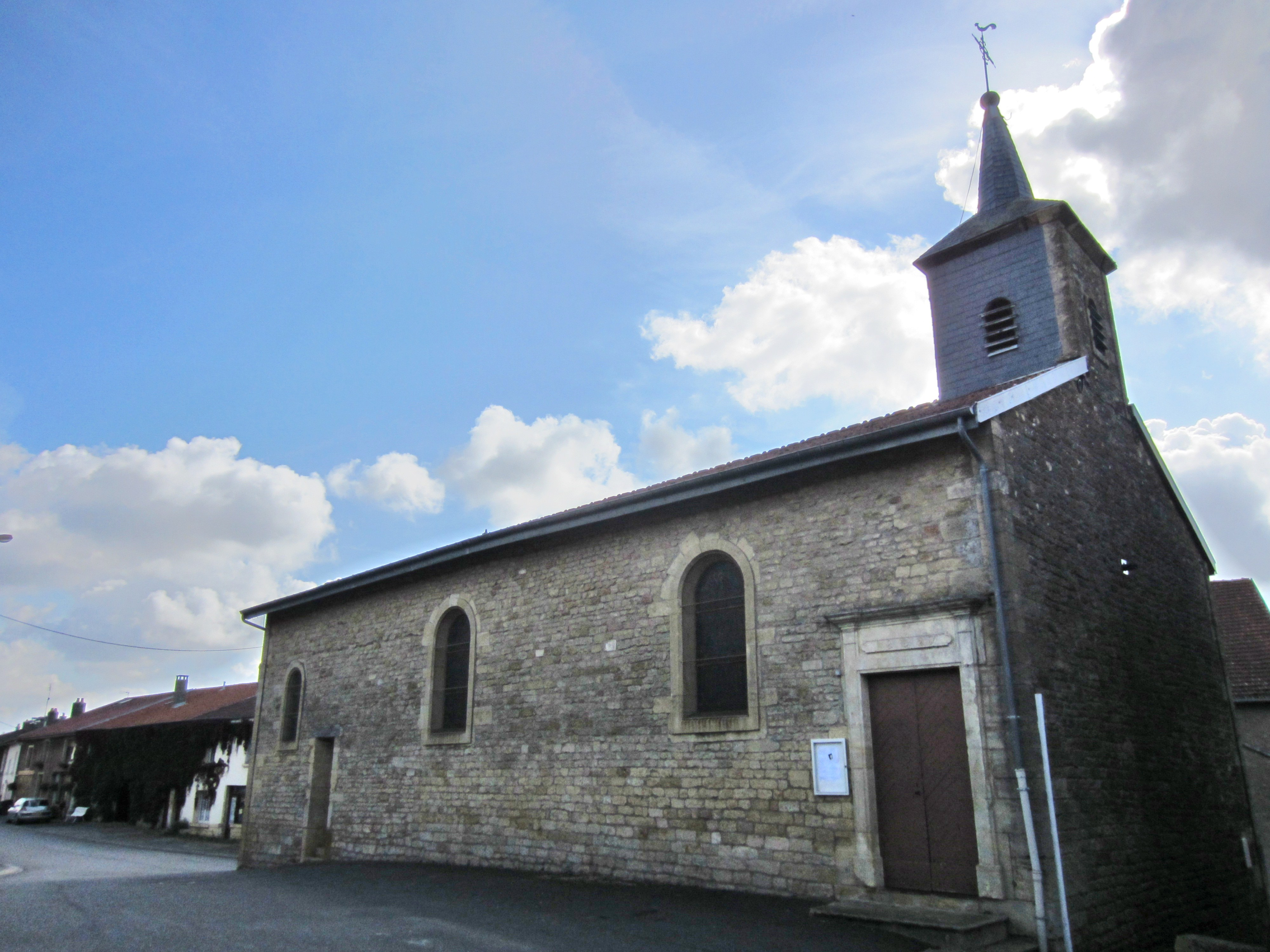
Pfarrkirche Notre-Dame-de-l’Assomption

| Jahr                       | 1962 | 1968 | 1975 | 1982 | 1990 | 1999 | 2006 | 2019 |
| Einwohner                  | 586  | 525  | 474  | 378  | 437  | 456  | 452  | 422  |
| Quellen: Cassini und INSEE |      |      |      |      |      |      |      |      |

## Sehenswürdigkeiten
- Pfarrkirche Notre-Dame-de-l’Assomption, wieder errichtet 1827